# Morpho amphitrion
Morpho amphitrion är en fjärilsart som beskrevs av Otto Staudinger. Morpho amphitrion ingår i släktet Morpho och familjen praktfjärilar. Inga underarter finns listade i Catalogue of Life.